# Alexandra Brandner
Alexandra Brandner ist eine deutsche Theaterschneiderin, Gewandmeisterin und Kostümbildnerin. Für ihre Kostüme der Fernsehshow The Masked Singer wurde sie mit dem Deutschen Fernsehpreis 2020 ausgezeichnet.

## Leben
1987 beendete Brandner die Hauptschule in Garching an der Alz mit dem Qualifizierenden Hauptschulabschluss und begann eine Lehre zur Schneiderin. Nach dieser Ausbildung holte sie an der Berufsaufbauschule (BAS) ihre Mittlere Reife und an der Fachoberschule (FOS) für Kunst und Gestaltung ihr Fachabitur nach. Gleichzeitig durchlief sie eine Fortbildung zur Theaterschneiderin im Residenztheater München. Ihre Gesellenjahre absolvierte sie bei Rena Lange in München, Max Dietl und Natascha Müllerschön. Es folgten die Meisterschule für Gewandmeisterkunst und nebenbei ein Studium für Kostüm- und Bühnenbild. Seit 1995 ist Brandner als selbständige Gewandmeisterin tätig, zunächst mit Atelier in Burghausen, mittlerweile in Garching an der Alz.
Ab 2001 übernahm Alexandra Brandner die Anfertigung für verschiedene Ausstattungen des Léhar Festivals in Bad Ischl. Zur selben Zeit begann Brandner unter der Leitung von Dorothea Nicolai Kostüme für die Salzburger Festspiele zu fertigen, was sie bis 2008 tat. Brandner arbeitete außerdem 2003 für die Agnes-Bernauer-Festspiele in Straubing, wo sie den gesamten Kostümfundus von rund 150 Kostümen fertigte. 2016 und 2017 war Alexandra Brandner als Kostümleitung für das Léhar Festival tätig.
Brandner fertigte neben Kostümen für Theater, Oper und Musicals auch solche für Werbespots, Museen und Filmproduktionen. So produzierte sie etwa Rüstungen für den Film Herr der Ringe sowie Kostüme für die ProSieben-Sendung Wer ist das Phantom. 2023 entwarf sie die Bühnenkostüme der Band The BossHoss im Stil des Las Vegas der 70er Jahre.

### TV-Auftritte
Alexandra Brandner wirkte wiederholt in TV-Produktionen mit. So war 1996 Franz Xaver Gernstl mit seiner Sendung Gernstl unterwegs zu Besuch bei Alexandra Brandner in ihrer ersten eigenen Werkstatt in Burghausen zu Gast. Der Fernsehauftritt bescherte ihr Aufträge von Opernhäusern in Europa. 2015 kehrte Gernstl in die Werkstatt von Brandner zurück, diesmal in Garching an der Alz.
2010 bewegte sich LaVita-Moderatorin Janina Nottensteiner auf der Suche nach dem besonderen Gewand mit ihrem Bus zwischen Rott und Alz. Nach einem Besuch im Fundus von Johann Vogl (Vogl Hansi) in Eggenfelden führte sie der Weg in die Gewandmeisterei von Alexandra Brandner in Garching an der Alz. Im Mittelpunkt des Beitrags stand die Herstellung historischer Kostüme und die Vorstellung des aussterbenden Handwerks Gewandmeisterei.
In der ARD-Dokumentation Standesgemäß über drei deutsche Adelige ist Alexandra Brandner als Ausstatterin und Kostümdesignerin für Alexandra Gräfin von Bredow zu sehen.
2017 war Alexandra Brandner neben Linus Büttgen, Marcel Struck und Boris Schnitzler eine Händlerin in den zehn Folgen der ZDF-Show Viel zu bieten.

## The Masked Singer
Für die erste Staffel der deutschen Ausgabe von The Masked Singer 2019 fertigte Alexandra Brandner mit ihrem elfköpfigen Team die Kostüme nach den Entwürfen der amerikanischen Designerin Marina Toybina in zwei Monaten. Dabei hatte das Astronautenkostüm des Gewinners, Max Mutzke, einen Arbeitsaufwand von 800 Stunden. Es wurde mit 40.000 Strasssteinen bestückt und hat einen Wert von 35.000 EUR.
Für alle bisherigen Staffeln (2020 bis 2023) die auf ProSieben ausgestrahlt wurden, fertigte Alexandra Brandner die Kostüme. In jedem Kostüm stecken zwischen 300 und 600 Stunden Arbeit und jedes ist ca. 20.000 Euro wert.
Im März 2020 wurde bekannt, dass Brandner auch die Kostüme für die belgische Version der Show anfertigte, die ab Mitte September 2020 ausgestrahlt wurde. Seit 2023 ist Brandner auch für die Kostüme der niederländischen Version von The Masked Singer zuständig.

## Auszeichnungen
- 1995: Unternehmerin des Jahres, Deutsche Handelsgesellschaft
- 2020: Deutscher Fernsehpreis (Beste Ausstattung (Kostüm/Szenenbild), Unterhaltung) für die Kostüme der ersten Staffel von The Masked Singer[21]